# Picris hispidissima
Picris hispidissima là một loài thực vật có hoa trong họ Cúc. Loài này được (Bartl.) miêu tả khoa học đầu tiên.